# 马骏 (1906年)
马骏（1906年—1936年7月），又名马阿布、麻孜·阿布，藏族，四川省丹巴县白呷依村人。中国工农红军将领。

## 生平
早年在丹巴县城天主教会学校读书，之后在杨国林家译字房当通司，从事翻译工作。1935年5月，红四方面军长征路经懋功，马骏自告奋勇给红军作向导、翻译，随红九军第27师第81团于6月14日回到丹巴。随后参加了红军在梭坡乡真波喇嘛寺下抢渡大渡河，掩护红军作战。同年10月15日，南返红军右纵队顺大金川西岸下，夜抵丹巴县城外的西河桥北，因桥被破坏无法渡河。马骏组织乡亲抢修便桥，迎接红军入城。16日，红军正式占领丹巴县城。同月马骏与其父马阿交被选为丹巴县格勒得沙政府副主席。11月，在中共丹巴县委书记韩文炳的领导下，红军组建各级政府及民兵队，其中马骏任丹巴县番民独立团团长，下辖800余人。
1935年12月，红军派遣中共宝兴县委书记金世柏、大金省委宣传部长李中权等百人抵达丹巴，对番民独立团进行扩编，乡、村游击队纳人编制。正式建立丹巴藏民独立师，马骏任师长，李中权任政治委员，金世柏任副师长，建制3个团，共2000余人。马骏随后奉命率三个连队协同红军作战，维护当地治安。
1936年1月11日，马骏师一部配合红五军第37团在泥中沟全歼国民党中央军第16军53师一个营，俘100余人。同年3月9日，朱德命令建金川军区，丹巴藏民独立师划归金川军区建制，更名为金川军区红军独立第2师。然而随着张国焘肃反推进，1936年7月马骏被遭杀害。中华人民共和国成立后，中共甘孜州委组织部、州民政局党组根据《关于对第二次国内革命战争时期肃反中被错杀人员的处理意见的通知》的规定，对马骏政治上绐予平反昭雪，恢复名誉。